# Wawrzyniec Konarski
Wawrzyniec Konrad Konarski (ur. 3 listopada 1957 w Warszawie) – polski politolog, doktor habilitowany nauk humanistycznych, wykładowca Akademii Finansów i Biznesu Vistula oraz jej rektor. Od 2005 do 2010 profesor nadzwyczajny Uniwersytetu Warszawskiego, były profesor Szkoły Wyższej Psychologii Społecznej w Warszawie, były profesor nadzwyczajny w Instytucie Studiów Międzykulturowych Uniwersytetu Jagiellońskiego (ISM UJ), były kierownik Zakładu Polityki Etnokulturowej ISM UJ, były wiceprezes Polskiego Towarzystwa Nauk Politycznych, wiceprzewodniczący Polskiego Towarzystwa Współpracy z Klubem Rzymskim.

## Życiorys
W 1980 ukończył studia na Wydziale Dziennikarstwa i Nauk Politycznych UW. W 1985 uzyskał stopień doktora, broniąc napisaną pod kierunkiem Stanisława Gebethnera dysertację System partii dominującej a rządy parlamentarno-gabinetowe w Irlandii. W 2002 otrzymał stopień doktora habilitowanego nauk humanistycznych w zakresie nauk o polityce, na podstawie dorobku naukowego oraz rozprawy pt. Pragmatycy i idealiści. Rodowód, typologia i ewolucja ugrupowań politycznych nacjonalizmu irlandzkiego w XX wieku. Od listopada 2005 do 2010 profesor nadzwyczajny Uniwersytetu Warszawskiego. Od 2010 był profesorem nadzwyczajnym w Instytucie Studiów Międzynarodowych Uniwersytetu Jagiellońskiego.
Zajmuje się zagadnieniami systemów politycznych, partii i systemów partyjnych, historią i współczesnością nacjonalizmów europejskich, a także etnopolityką i ruchami etnoregionalistycznymi w Europie. Specjalizuje się w historii i systemie politycznym Irlandii.
Regularnie komentuje także sytuację polityczną m.in. w Polsce i Wielkiej Brytanii.
Wykładał między innymi w Finlandii, Danii, Irlandii, Chorwacji, RFN, Słowacji, USA, na Węgrzech. 
6 maja 2013 zwyciężył w Wielkiej Maturze Polaków, programie wyprodukowanym przez Telewizję Polską, w którym znane osobistości odpowiadały na pytania z zakresu nauk ścisłych i humanistycznych.
Był wśród 12 osób nominowanych w 2013 do tytułu Mistrza Mowy Polskiej Vox Populi. Ostatecznie zwyciężył Andrzej Byrt.

## Publikacje
Autor wielu publikacji z dziedziny nauk politycznych w języku polskim i angielskim, m.in.:
- Nieprzejednani: rzecz o Irlandzkiej Armii Republikańskiej (1991)
- A predominant party system: the case of Ireland (1994)
- Nacjonalizm w nowożytnej historii Irlandii, 1782–1921 (1997)
- Pragmatycy i idealiści: rodowód, typologia i ewolucja ugrupowań politycznych nacjonalizmu irlandzkiego w XX wieku (2001)
- System Konstytucyjny Irlandii (2005)
- Bałkany: Etnokulturowe podłoże konfliktów (współredakcja naukowa wraz z Adamem Koseskim, 2006)
- Politolog o polityce. Wywiady, komentarze, opinie i ekspertyzy (2008–2014) (2014)